# Baeotis simbla
Baeotis simbla är en fjärilsart som beskrevs av Jean Baptiste Boisduval 1870. Baeotis simbla ingår i släktet Baeotis och familjen Riodinidae. Inga underarter finns listade i Catalogue of Life.